# Ruggero Cori
Ruggero Ricco, conosciuto come Ruggero Cori (Napoli, 3 settembre 1927 – Napoli, 13 giugno 1987), è stato un cantante italiano.

## Biografia
La sua carriera inizia nel 1954, quando prende parte come voce solista al complesso ritmico di Marino Marini.
Nel 1960 prende parte al Festival di Napoli sostituendo all'ultimo momento Sergio Bruni e si ritrova, a sorpresa, vincitore della manifestazione con il brano Serenata a Margellina, eseguito in abbinamento con Flo Sandon's.
Dopo questa performance, il cantante incide con Marini la canzone Uno a me e uno a te, tratta dalla pellicola Jamais le dimanche, dopodiché decide di intraprendere la carriera da solista.
Nel 1961 firma un contratto discografico per l'etichetta Galleria del Corso e prende parte al IX Festival di Napoli con il brano Vicino a tte, eseguito in abbinamento con Giorgio Consolini. L'anno seguente passa all'etichetta Arlecchino, per la quale incide vari singoli tratti da colonne sonore di film di successo. Nel contempo, tiene diverse tournée in Italia e all'estero e debutta nella rivista Siamo tutti milanesi, messa in scena dalla compagnia di Nuto Navarrini. Per l'occasione registra il 45 giri Chistu core e 'na chitarra, che ottiene un lusinghiero successo. Nel 1963 decide di creare un proprio complesso per dedicarsi nuovamente ai ritmi scatenati da night e gira le migliori sale da ballo d'Italia. Nel 1965 ritorna al Festival di Napoli per rieseguire brevemente i brani in gara.
Successivamente l'attività del cantante rallenta considerevolmente. Muore a Napoli il 13 giugno 1987.

## Discografia parziale

### Singoli
- 1960: Serenata a Margellina/'Sti mmane (Durium, Ld A 6837)
- 1961: Stasera cu 'tte/Guarda 'n cielo (Galleria del Corso, GC 035)
- 1961: 'O passato/Vicino a tte (Galleria del Corso, GC 039; lato A cantato da Nelly Fioramonti)
- 1963: Chistu core e 'na chitarra/Napule mia (Arlecchino, D 135)

## Discografia fuori dall'Italia

### EP
- 1960: 4 Uspjeha sa Festivala Sanremo 1960 (Jugoton, EP-D-9048; Ruggero Cori canta "Notte mia" ed "E' vero")